# Нафтогазоносна провінція
Нафтогазоносна провінція (НГП), (англ. oil and gas bearing province, нім. erdöl-und erdgasführende Provinz f) — одиниця нафтогазогеологічного районування першого рангу регіонального рівня. 

## Загальний опис
Представлена сукупністю суміжних нафтогазоносних областей на значній за розмірами та осадовим заповненням відокремленій в геоструктурному плані території. Ця територія включає один або декілька великих геоструктурних елементів (синеклізи, антеклізи, крайові прогини та ін.), які характеризуються схожістю головних рис геологічної будови і розвитку, в тому числі спільністю стратиграфічного діапазону нафтогазоносності, геохімічних, літолого-фаціальних і гідрогеологічних умов, а також можливостями генерації та акумуляції вуглеводнів. Суміжні нафтогазоносні провінції можуть відрізнятися віком консолідації складчастого фундамену (на платформах), віком формування складчастості та інтенсивності занурення крайових частин платформ (у передових прогинах і епіплаформних областях). НГП обмежені безперспективними або малоперспективними територіями, глибинними розломами або зонами різкої зміни віку осадового чохла.

Отже, у межах провінції виділяються нафтогазоносні області, які в свою чергу діляться на нафтогазоносні райони, райони - на зони нафтогазонакописчення, в зони нафтогазонакописчення об'єднуються кілька схожих за геологічною будовою родовищ, кожне з яких може складатися з одного або декількох покладів.

## Класифікація
Класифікацію нафтогазоносних провінцій розробляли такі відомі геологи, як Іван Губкін, А. Бакіров, М. Варенцов, Г. Рябухін, Н. Успєнська та ін. Усі НГП за тектонічними ознаками і місцем їх розташування поділяють на такі типи:
- НГП платформних територій (до цього типу належить істотна частина НГП, переважно палеозойського і мезозойського етапів нафтогазонакопичення)
- НГП складчастих територій (приурочені до міжгірських западин, прогинів або антикліноріїв)
- НГП перехідних територій (в межах передгірських прогинів з виявленою промисловою нафтогазоносністю)

за віком — мезозойського та венд-кембрійського нафтогазонакопичення.
Площі НГП варіюють в межах 350—2800 тисяч км².
У світі виділено близько 80 НГП. Багато НГП мають підводне продовження на континенальному шельфі і верхній частині континентального схилу. Також відомі морські НГП.